# Atteva subaurata
Atteva subaurata is een vlinder uit de familie Attevidae. De wetenschappelijke naam van de soort werd in 1900 gepubliceerd door Durrant.